# Българска православна църква в Унгария
Българската православна църква в Унгария е част от Западно- и средноевропейската епархия на Българската православна църква.
Организацията въплъщава сплотеността на българите в Унгария, символ на живо, дейно малцинство.

## История
През XIX век Будапеща, и по-специално в нейния южен район Ференцварош, става един от главните центрове на идващите от България преселници. Там през 1914 г. започва своята дейност Дружеството на българите в Унгария, а през 1916 г. на ул. „Лоняи“ се основава Българската църковната община. Също в района отваря врати и първото българско училище през 1918 г.
През 1991 г. се прави нова съдебна регистрация на църковната община. Оттогава нейното официално наименование е Българска православна църква в Унгария.
Свещеникът на Българската православна църква в Унгария от 2001 г. е отец Стефан Мамаков. Председател на Църковното настоятелство от 2005 г. е Иван Караилиев.

## Храмове
Малко след българско училище е осветен и първият български източноправославен параклис на ул. „Лоняи“.
Скоро обаче тези институции се оказват тесни за все по-нарастващото българско малцинство. Тогава Дружеството на българите в Унгария подема инициативата за изграждане на църковен храм и ново училище. За тази цел през 1930 г. Будапещенската столична община подарява на българската общност поземлен парцел на улица „Вагохид“.
Скоро започва строежът на църквата „Св. св. Кирил и Методий“, която след година е вече готова. Средствата за строежа са осигурени изцяло от живеещите в Унгария българи, като от техните доброволни дарения са събрани 70 хиляди пенгьо. С изграждането на църквата Ференцварош се превръща в духовен и културен център на българите в Унгария. В проекта на архитекта Аладар Аркаи е бил включена училищна сграда, обхващаща от 3 страни църквата. Но проектираният комплекс не е завършен.
С помощта на унгарската държава е построен параклис към църквата в Будапеща.
За нуждите на българската общност в Печ също функционира параклис.